# Under the Silver Lake
Under the Silver Lake (en català El que amaga riu Silver) és una pel·lícula estatunidenca de drama i thriller estrenada el 2018 dirigida i escrita per  David Robert Mitchell i protagonitzada per Andrew Garfield, Riley Keough i Topher Grace.

## Argument
El protagonista del film és el Sam (Andrew Garfield), un jove que viu a Los Angeles sense cap objectiu a la vida, a part de jugar a la videoconsola, espiar als seus veïns i buscar codis que estan amagats en llocs inimaginable. No obstant, un dia, després de la desaparició sobtada de la Sarah (Riley Keough), una de les seves veïnes, s'embarca en una aventura impensable. Aquest fet el porta a descobrir la existència d'una conspiració sinistra que posarà en perill la seva vida.